# Laran (Darkover)
Per Laran si intende il particolare sviluppo mentale che possiedono alcuni membri della comunità sviluppatasi sul pianeta di Darkover, dove una complessa civiltà di stampo feudale evolve nel corso di decine di libri fantascientifici, nati dalla mente di Marion Zimmer Bradley. Viene anche chiamato Donas, Tocco, Dono, Dote o semplicemente Potere.
Si tratta di un'abilità mentale che comprende telepatia, preveggenza, telecinesi, pirocinesi, fino ad arrivare a forme più complesse e sottili.

## Origini
Il termine Laran deriva dall'unione di due cognomi comuni nell'Insediamento, Lovat e McAran, appartenuti a due membri di rilievo apparsi nel primo libro (in ordine cronologico) Naufragio sulla terra di Darkover (Darkover Landfall, 1972). Nome arrivata per caso da una bambina nata dai primi coloni, che volendo vedere una dimostrazione dei poteri telepatici dei genitori, si mise a canticchiare "Lar-an! Lar-an!", e da lì i coloni usarono quel nomignolo ufficialmente.
Alcuni umani descritti nell'Insediamento dimostrano di possedere latenti proprietà telepatiche, che a causa del Vento Fantasma, una brezza  contenente pollini dei fiori locali (Kireseth) che hanno potenti principi allucinogeni e che liberano i loro canali PSI. Si narra che gli uomini della Terra, in epoche primitive, comunicassero proprio attraverso telepatia per coordinarsi nella caccia, ma con il progredire della tecnologia persero gradualmente questa abilità.
Non tutti gli abitanti del pianeta di Darkover possiedono questo Potere. Solo individui predisposti lo sviluppano, maggiormente se nelle loro vene scorre sangue Chieri (antichissima civiltà in estinzione nativa del pianeta, probabilmente lontana progenitrice dell'umanità stessa) esseri ermafroditi con enormi poteri psichici. Queste unioni fruttifere danno vita a personaggi dalle potenti facoltà mentali, che si possono trasmettere ai figli. Proprio quest'ereditarietà ha dato vita, durante le Ere de Chaos, a spietate selezioni eugenetiche, che durante l'Insediamento erano atte a evitare accoppiamenti fra consanguinei stretti, ma più avanti ha come unico scopo di selezionare e raffinare specifiche abilità.
Le manifestazioni più alte di utilizzo e sviluppo Laran avvengono durante i primi 2000 anni della civiltà (Insediamento e Ere del caos), poi grazie al "Patto di Varzil il Saggio" le Torri detengono via via sempre meno autorità, e nelle generazioni nascono sempre meno Comyn dotati di Laran sufficientemente forte. Scompaiono quasi del tutto anche Doni rari ed inusuali, non essendo più fatte selezioni genetiche, ma atte solo a tramandare i casati.
Peculiarità che contraddistinguono i lettori del pensiero dalla gente comune sono, di norma, i capelli rossi e le iridi chiare, solitamente grigio-verdi, un'alta statura e una prospettiva di vita più lunga del normale.

## Sviluppo
Il Laran nei bambini piccoli è latente e si manifesta solitamente nella pubertà, nel momento in cui il bambino raggiunge lo stadio dello sviluppo sessuale. Ciò avviene proprio perché i canali PSI sono gli stessi di quelli che trasmettono gli impulsi sessuali. Questo passaggio nei bambini dotati del Potere è vario, e può presentarsi sotto forma di una leggera febbre come può causare la morte del soggetto, nei casi più gravi. Viene comunemente chiamato Male della soglia, trattasi di un periodo piuttosto temuto dai genitori proprio perché non se ne può prevedere con efficacia l'entità.
Superata questa fase, i ragazzi delle grandi casate vengono solitamente mandati nelle Torri ad addestrare il loro Potere, e se necessario viene fornita loro una Matrice o Pietra Stella per ampliarne i confini; ma possono anche imparare da soli, nel caso di telepati nati nel popolo o da famiglie in conflitto con le Torri, con il rischio però di non saperlo controllare nei momenti di stress o situazioni difficili.
Noto caso di un Potere pericoloso e non addestrato lo troviamo nel libro La signora delle tempeste (Stormqueen!, 1978), ambientato nel periodo di frenesia creazionistica da parte delle Torri, dove troviamo Dorilys, adolescente viziata dal precoce sviluppo che manifesta un Donas raro e pericoloso: quello di poter controllare il clima e, probabilmente, il magnetismo terrestre. Da sola annienta un piccolo esercito servendosi dei fulmini, ma ciò la porta a compromissioni mentali tanto rapide e prepotenti da rovinare irrimediabilmente la bambina, costringendo i familiari a prendere decisioni drammatiche.

## Utilizzo
Il Laran ha permesso ai primi coloni di fondare una civiltà non tecnologica basata sulla scienza delle Matrici, oggetti presenti sul pianeta in quantità e donate ai primi coloni dai Chieri stessi. Grazie all'ampliamento dei poteri mentali, e a cerchi di potere (Relè) composti da più persone collegate fra loro e munite di Matrici, è stato possibile costruire intere città con il pensiero. Le Leronis prima e i Laranzu successivamente (coloro che hanno il rango più elevato, sono i Guardiani nelle Torri) creano, su commissione dei Re delle varie regioni, armi sempre più distruttive e potenti; come la polvere mangiaossa, la famosa pece stregata, esseri umanoidi posti al servizio dei Comyn (per gli scopi più svariati: servitori, braccianti, oggetti estetici o sessuali). Svolgono anche funzioni socialmente utili come ad esempio guarigioni dalle malattie, difatti il Laran permette di curare il corpo fin dentro la struttura cellulare, guarendo malattie anche gravi, o estrazioni minerarie, operazione difficile in quanto Darkover si dimostra povero di metalli pesanti. Sempre utilizzando i Relè, o cerchi di Matrici, le Torri comunicavano fra loro per inviarsi messaggi, caricavano di energia delle torce che funzionavano a tutti gli effetti ad energia Laran, facevano volare dei mezzi leggeri in legno guidati da un Laranzu, e in casi eccezionali potevano addirittura teletrasportare delle persone.
Ogni telepate dotato di abbastanza Potere può accedere, di volontà propria o accidentalmente, ad un luogo astrale chiamato Sopramondo. Trattasi di una terra di mezzo fra i vivi e i morti, una landa infinita di colore grigio, dove le distanze non contano, il Tempo è ambigio, e talvolta è possibile trovare gli spiriti dei personaggi deceduti, nonché esseri provenienti da altre dimensioni spazio-temporali. È un luogo pericoloso, dove persone non capaci possono smarrirsi. Le Torri rifulgono nel Sopramondo come punti di luce.